# Liste des monuments et sites historiques de la région de Dakar
Cet article decrit les monuments et sites historiques de la région de Dakar au Sénégal.

## Liste
| Monument | Département             | Localité      | Coordonnées                  | Notes | Code Arrêté        | Illus. |
| --- | ----------------------- | ------------- | ---------------------------- | --- | ------------------ | ------ |
| Île de Gorée | Dakar / Pikine          | Gorée         | 14° 40′ 06″ N, 17° 23′ 57″ O | Inscrit au Patrimoine mondial de l'UNESCO                                                                   | 2006DAKARPIKINE01  |        |
| Cap Manuel | Dakar / Pikine          |               | 14° 38′ 51″ N, 17° 25′ 57″ O | Site préhistorique et géologique                                                                            | 2006DAKARPIKINE02  |        |
| Casino du Port | Dakar / Pikine          | Dakar         | 14° 40′ 19″ N, 17° 25′ 35″ O | 19, Boulevard de la Libération (intersection avec l'Avenue Abdoulaye-Fadiga)                                | 2007DAKARPIKINE01  |        |
| Secteur nord de la Pointe des Almadies                                                                                           | Dakar / Pikine          |               |                              | Site préhistorique et protohistorique                                                                       | 2006DAKARPIKINE03  |        |
| Les Mamelles | Dakar / Pikine          |               | 14° 43′ 25″ N, 17° 30′ 08″ O | site géologique                                                                                             | 2006DAKARPIKINE04  |        |
| Falaise de Toundeup Riya | Dakar / Pikine          |               | 14° 45′ 29″ N, 17° 29′ 28″ O | site géologique à Yoff                                                                                      | 2006DAKARPIKINE05  |        |
| Île des Madeleines | Dakar / Pikine          |               | 14° 39′ 17″ N, 17° 28′ 21″ O | Site préhistorique et réserve ornithologique                                                                | 2006DAKARPIKINE06  |        |
| Île de Ngor | Dakar / Pikine          |               | 14° 45′ 20″ N, 17° 30′ 49″ O | | 2006DAKARPIKINE07  |        |
| Lieux de culte des Layène | Dakar / Pikine          | Yoff          | 14° 45′ 40″ N, 17° 28′ 07″ O | Mausolée, Mosquées à Yoff et Cambérène, Grotte à Ngor.                                                      | 2006DAKARPIKINE08  |        |
| Assemblée Nationale | Dakar / Pikine          | Dakar         | 14° 39′ 45″ N, 17° 26′ 18″ O | Place Soweto                                                                                                | 2006DAKARPIKINE09  |        |
| Musée d’Art africain | Dakar / Pikine          | Dakar         | 14° 39′ 49″ N, 17° 26′ 17″ O | | 2006DAKARPIKINE10  |        |
| Villa n° 1, Place Soweto | Dakar / Pikine          | Dakar         |                              | | 2006DAKARPIKINE11  |        |
| Villa n° 2, Place Soweto | Dakar / Pikine          | Dakar         |                              | | 2006DAKARPIKINE12  |        |
| Villa n° 10, Avenue Nelson Mandela                                                                                               | Dakar / Pikine          | Dakar         |                              | | 2006DAKARPIKINE13  |        |
| Villa n° 30, Avenue Nelson Mandela                                                                                               | Dakar / Pikine          | Dakar         |                              | | 2006DAKARPIKINE14  |        |
| Villa n° 33, Avenue Nelson Mandela                                                                                               | Dakar / Pikine          | Dakar         |                              | | 2006DAKARPIKINE15  |        |
| Villa n° 37/35, Avenue Nelson Mandela                                                                                            | Dakar / Pikine          | Dakar         |                              | | 2006DAKARPIKINE16  |        |
| Villa n° 39 Avenue Nelson Mandela                                                                                                | Dakar / Pikine          | Dakar         |                              | | 2006DAKARPIKINE17  |        |
| Villa n° 40, Avenue Nelson Mandela x Avenue Carde                                                                                | Dakar / Pikine          | Dakar         | 14° 39′ 49″ N, 17° 26′ 26″ O | | 2006DAKARPIKINE18  |        |
| Villa n° 42, Avenue Nelson Mandela                                                                                               | Dakar / Pikine          | Dakar         |                              | | 2006DAKARPIKINE19  |        |
| Villa n° 43/41, Avenue Nelson Mandela                                                                                            | Dakar / Pikine          | Dakar         |                              | | 2006DAKARPIKINE20  |        |
| Villa n° 46/48, Avenue Nelson Mandela                                                                                            | Dakar / Pikine          | Dakar         |                              | | 2006DAKARPIKINE21  |        |
| Villa n° 45, Avenue Nelson Mandela                                                                                               | Dakar / Pikine          | Dakar         |                              | | 2006DAKARPIKINE22  |        |
| Villa n° 49/47, Avenue Nelson Mandela                                                                                            | Dakar / Pikine          | Dakar         |                              | | 2006DAKARPIKINE23  |        |
| Villa n° 50, Avenue Nelson Mandela                                                                                               | Dakar / Pikine          | Dakar         |                              | | 2006DAKARPIKINE24  |        |
| Villa n° 51, Avenue Nelson Mandela                                                                                               | Dakar / Pikine          | Dakar         |                              | | 2006DAKARPIKINE25  |        |
| Villa n° 54/52, Avenue Nelson Mandela                                                                                            | Dakar / Pikine          | Dakar         |                              | | 2006DAKARPIKINE26  |        |
| Villa n° 55/53, Avenue Nelson Mandela                                                                                            | Dakar / Pikine          | Dakar         |                              | | 2006DAKARPIKINE27  |        |
| Villa n° 56, Avenue Nelson Mandela x Avenue Carde                                                                                | Dakar / Pikine          | Dakar         | 14° 39′ 49″ N, 17° 26′ 26″ O | | 2006DAKARPIKINE28  |        |
| Villa n° 57, Avenue Nelson Mandela x Avenue Roosevelt                                                                            | Dakar / Pikine          | Dakar         | 14° 39′ 49″ N, 17° 26′ 30″ O | | 2006DAKARPIKINE29  |        |
| Villa n° 60/60 bis, Avenue Nelson Mandela                                                                                        | Dakar / Pikine          | Dakar         |                              | | 2006DAKARPIKINE30  |        |
| Villa n° 16, Rue Paul Holle | Dakar / Pikine          | Dakar         |                              | | 2006DAKARPIKINE31  |        |
| Villa n° 22, Rue Calmette | Dakar / Pikine          | Dakar         |                              | | 2006DAKARPIKINE32  |        |
| Villa n° 23, Avenue Carde | Dakar / Pikine          | Dakar         |                              | | 2006DAKARPIKINE33  |        |
| Villa n° 25, Avenue Carde | Dakar / Pikine          | Dakar         |                              | | 2006DAKARPIKINE34  |        |
| École nationale des douanes | Dakar / Pikine          | Dakar         | 14° 39′ 55″ N, 17° 26′ 24″ O | Intersection Avenue Carde et Rue René-Ndiaye.                                                               | 2006DAKARPIKINE35  |        |
| Villa n° 61/63, Rue Kléber | Dakar / Pikine          | Dakar         |                              | | 2006DAKARPIKINE36  |        |
| Villa n° 65, rue Kléber | Dakar / Pikine          | Dakar         |                              | | 2006DAKARPIKINE37  |        |
| Bâtiment abritant le CEM Abbé Fridoil et l'école élémentaire                                                                     | Dakar / Pikine          | Dakar         | 14° 39′ 52″ N, 17° 26′ 18″ O | 59, Rue Kléber                                                                                              | 2006DAKARPIKINE38  |        |
| Lycée Lamine-Guèye | Dakar / Pikine          | Dakar         | 14° 39′ 43″ N, 17° 26′ 24″ O | Avenue du 18 juin                                                                                           | 2006DAKARPIKINE39  |        |
| Villa n° 3, Avenue Brière de l’Îsle                                                                                              | Dakar / Pikine          | Dakar         |                              | | 2006DAKARPIKINE40  |        |
| Villa n° 12, Avenue Brière de l’Îsle                                                                                             | Dakar / Pikine          | Dakar         |                              | | 2006DAKARPIKINE41  |        |
| Villa n° 14, Avenue Brière de l’Îsle x Avenue du 18 juin                                                                         | Dakar / Pikine          | Dakar         |                              | | 2006DAKARPIKINE42  |        |
| Villa n° 16/18, Avenue Brière de l’Îsle x Avenue du 18 juin                                                                      | Dakar / Pikine          | Dakar         |                              | | 2006DAKARPIKINE43  |        |
| Villa n° 21, Avenue Brière de l’Îsle                                                                                             | Dakar / Pikine          | Dakar         |                              | | 2006DAKARPIKINE44  |        |
| Villa n° 22, Avenue Brière de l’Îsle                                                                                             | Dakar / Pikine          | Dakar         |                              | | 2006DAKARPIKINE45  |        |
| Villa n° 24, Avenue Brière de l’Îsle                                                                                             | Dakar / Pikine          | Dakar         |                              | | 2006DAKARPIKINE46  |        |
| Villa n° 25, Avenue Brière de l’Îsle                                                                                             | Dakar / Pikine          | Dakar         |                              | | 2006DAKARPIKINE47  |        |
| Villa n° 26/28, Avenue Brière de l’Îsle                                                                                          | Dakar / Pikine          | Dakar         |                              | | 2006DAKARPIKINE48  |        |
| Villa n° 27, Avenue Brière de l’Îsle                                                                                             | Dakar / Pikine          | Dakar         |                              | | 2006DAKARPIKINE49  |        |
| Villa n° 30, Avenue Brière de l’Îsle                                                                                             | Dakar / Pikine          | Dakar         |                              | | 2006DAKARPIKINE50  |        |
| Immeuble de l’Îsle, Avenue Brière de l’Îsle                                                                                      | Dakar / Pikine          | Dakar         |                              | | 2006DAKARPIKINE51  |        |
| État Major général des Armées | Dakar / Pikine          | Dakar         | 14° 39′ 36″ N, 17° 26′ 24″ O | Avenue des Jambaar                                                                                          | 2006DAKARPIKINE52  |        |
| Villa n° 30, Avenue des Jambaar                                                                                                  | Dakar / Pikine          | Dakar         |                              | | 2006DAKARPIKINE53  |        |
| Villa n° 32/34, Avenue des Jambaar                                                                                               | Dakar / Pikine          | Dakar         |                              | | 2006DAKARPIKINE54  |        |
| Immeuble n° 36, Avenue des Jambaar                                                                                               | Dakar / Pikine          | Dakar         |                              | | 2006DAKARPIKINE55  |        |
| Villa n° 38, Avenue des Jambaar                                                                                                  | Dakar / Pikine          | Dakar         |                              | | 2006DAKARPIKINE56  |        |
| Villa n° 40, Avenue des Jambaar                                                                                                  | Dakar / Pikine          | Dakar         |                              | | 2006DAKARPIKINE57  |        |
| Villa n° 54, Avenue Franklin Roosevelt                                                                                           | Dakar / Pikine          | Dakar         |                              | | 2006DAKARPIKINE58  |        |
| Villa n° 55, Avenue Franklin Roosevelt                                                                                           | Dakar / Pikine          | Dakar         |                              | | 2006DAKARPIKINE59  |        |
| Médiature | Dakar / Pikine          | Dakar         | 14° 39′ 49″ N, 17° 26′ 30″ O | Avenue Franklin-Roosevelt                                                                                   | 2006DAKARPIKINE60  |        |
| Ancien bureau régional de Dakar de la Croix Rouge                                                                                | Dakar / Pikine          | Dakar         | 14° 39′ 40″ N, 17° 26′ 31″ O | 3 Avenue Franklin-Roosevelt                                                                                 | 2006DAKARPIKINE61  |        |
| Palais de Justice | Dakar / Pikine          | Dakar         | 14° 39′ 09″ N, 17° 26′ 00″ O | Cap Manuel                                                                                                  | 2006DAKARPIKINE62  |        |
| Maternité de l’hôpital Aristide Le Dantec                                                                                        | Dakar / Pikine          | Dakar         | 14° 39′ 30″ N, 17° 26′ 12″ O | Avenue Pasteur                                                                                              | 2006DAKARPIKINE63  |        |
| Villa n° 4, Avenue Pasteur | Dakar / Pikine          | Dakar         |                              | | 2006DAKARPIKINE64  |        |
| Institut Pasteur | Dakar / Pikine          | Dakar         | 14° 39′ 22″ N, 17° 26′ 06″ O | Avenue Pasteur                                                                                              | 2006DAKARPIKINE65  |        |
| « Petit Palais », Corniche Est                                                                                                   | Dakar / Pikine          | Dakar         |                              | | 2006DAKARPIKINE66  |        |
| Ambassade de Grande Bretagne | Dakar / Pikine          | Dakar         | 14° 39′ 35″ N, 17° 26′ 08″ O | Intersection de la Rue du Docteur Guillet et de l'Avenue Pasteur.                                           | 2006DAKARPIKINE67  |        |
| Villa n° 4 (Bis) Avenue Maunory                                                                                                  | Dakar / Pikine          | Dakar         |                              | | 2006DAKARPIKINE68  |        |
| Hôpital Principal de Dakar | Dakar                   | Dakar-Plateau | 14° 39′ 43″ N, 17° 26′ 05″ O | Intersection Avenue Nelson-Mandela et Avenue Léopold-Sédar-Senghor.                                         | 2006DAKARPIKINE69  |        |
| Palais de la République | Dakar / Pikine          | Dakar         | 14° 39′ 50″ N, 17° 25′ 58″ O | Inclut les bâtiments annexes. Avenue Léopold-Sédar-Senghor.                                                 | 2006DAKARPIKINE70  |        |
| Primature, Avenue Léopold Sédar Senghor                                                                                          | Dakar / Pikine          | Dakar         | 14° 39′ 55″ N, 17° 26′ 01″ O | | 2006DAKARPIKINE71  |        |
| Square Van Vollenhoven, Avenue Léopold Sédar Senghor                                                                             | Dakar / Pikine          | Dakar         |                              | | 2006DAKARPIKINE72  |        |
| Ministère des Affaires étrangères                                                                                                | Dakar / Pikine          | Dakar         | 14° 40′ 12″ N, 17° 25′ 54″ O | Place de l’Indépendance                                                                                     | 2006DAKARPIKINE73  |        |
| Bâtiment de la Gouvernance | Dakar / Pikine          | Dakar         | 14° 40′ 14″ N, 17° 25′ 53″ O | Place de l’Indépendance ; Intersection de la Rue Ramez-Bourgi et de la Rue Le Dantec.                       | 2006DAKARPIKINE74  |        |
| Préfecture de Dakar | Dakar / Pikine          | Dakar         | 14° 40′ 13″ N, 17° 25′ 54″ O | Place de l’Indépendance ; intersection de la Rue Ramez-Bourgi et de la Rue Le Dantec.                       | 2006DAKARPIKINE75  |        |
| Bâtiment abritant le Conseil régional de Dakar, Place de l’Indépendance                                                          | Dakar / Pikine          | Dakar         |                              | | 2006DAKARPIKINE76  |        |
| Chambre de commerce | Dakar / Pikine          | Dakar         | 14° 40′ 13″ N, 17° 25′ 57″ O | Place de l’Indépendance                                                                                     | 2006DAKARPIKINE77  |        |
| Maison des élus locaux, Place de l’Indépendance                                                                                  | Dakar / Pikine          | Dakar         |                              | | 2006DAKARPIKINE78  |        |
| Immeuble de l'UNICEF | Dakar / Pikine          | Dakar         |                              | Rue Carnot x Rue Salva.                                                                                     | 2006DAKARPIKINE79  |        |
| Gare ferroviaire de Dakar | Dakar / Pikine          | Dakar         | 14° 40′ 33″ N, 17° 26′ 00″ O | Bâtiment principal, entrepôts, maisons sur pilotis et rotonde.                                              | 2006DAKARPIKINE80  |        |
| Place du Tirailleur sénégalais (Monument aux morts Demba et Dupont et Square du Souvenir)                                        | Dakar / Pikine          | Dakar         | 14° 40′ 30″ N, 17° 25′ 59″ O | | 2006DAKARPIKINE81  |        |
| Cercle Messe des Officiers, Rue Joris                                                                                            | Dakar / Pikine          | Dakar         |                              | | 2006DAKARPIKINE82  |        |
| Ensemble logements et direction de l’océanographie                                                                               | Dakar / Pikine          | Dakar         |                              | Boulevard Djily-Mbaye                                                                                       | 2006DAKARPIKINE83  |        |
| Place Jean Louis Turbe et ilot compris entre Boulevard Djily Mbaye, Rue Vincens, Rue Ahmadou Lakhsane Ndoye, et Rue Wagane Diouf | Dakar / Pikine          | Dakar         |                              | | 2006DAKARPIKINE84  |        |
| Marché et Place Kermel | Dakar / Pikine          | Dakar         | 14° 40′ 14″ N, 17° 25′ 44″ O | Rue Parent, Rue des Essarts, Rue Le Dantec, Rue Dagorne, Rue Caillé.                                        | 2006DAKARPIKINE85  |        |
| École hôtelière Amala-Sy | Dakar / Pikine          | Dakar         |                              | Avenue Albert Sarraut x Rue Braconnier.                                                                     | 2006DAKARPIKINE86  |        |
| Bâtiment abritant AGF Sénégal assurances                                                                                         | Dakar / Pikine          | Dakar         | 14° 40′ 13″ N, 17° 25′ 37″ O | Intersection Avenue Fadiga et Rue de Thann.                                                                 | 2006DAKARPIKINE87  |        |
| Ecole Berthe-Maubert | Dakar / Pikine          | Dakar         | 14° 40′ 11″ N, 17° 25′ 51″ O | Rue Béranger Ferraud x Avenue Albert Sarraut.                                                               | 2006DAKARPIKINE88  |        |
| Ecole Amadou Assane Ndoye I et II                                                                                                | Dakar / Pikine          | Dakar         | 14° 40′ 06″ N, 17° 25′ 49″ O | Rue Amadou Assane Ndoye x Rues Béranger Ferraud, Carnot, Huart.                                             | 2006DAKARPIKINE89  |        |
| Ecole Mame Yacine Diagne | Dakar / Pikine          | Dakar         |                              | Rue EL Hadj Ismaëla Guèye x Rues Wagane Diouf et Docteur Thèze.                                             | 2006DAKARPIKINE90  |        |
| Villa n° 13/15, Rue Wagane Diouf                                                                                                 | Dakar / Pikine          | Dakar         |                              | | 2006DAKARPIKINE91  |        |
| Villa n° 3, Rue Ngalandou Diouf                                                                                                  | Dakar / Pikine          | Dakar         |                              | | 2006DAKARPIKINE92  |        |
| Hôtel de ville de Dakar | Dakar / Pikine          | Dakar         | 14° 40′ 05″ N, 17° 24′ 00″ O | Allées Robert Delmas                                                                                        | 2006DAKARPIKINE93  |        |
| Établissements Fougerolle | Dakar / Pikine          | Dakar         | 14° 41′ 31″ N, 17° 25′ 59″ O | Intersection de l'Avenue Félix-Eboué et Rue des Brasseries.                                                 | 2006DAKARPIKINE94  |        |
| Bâtiment abritant ENDA Tiers-Monde                                                                                               | Dakar / Pikine          | Dakar         | 14° 39′ 52″ N, 17° 26′ 08″ O | Intersection Rue Kléber et Rue Joseph-Gomis.                                                                | 2006DAKARPIKINE95  |        |
| Maison des Avocats | Dakar / Pikine          | Dakar         |                              | Boulevard de la République                                                                                  | 2006DAKARPIKINE96  |        |
| Villa n° 15, Avenue Emile Zola x Rue Joseph Gomis                                                                                | Dakar / Pikine          | Dakar         |                              | | 2006DAKARPIKINE97  |        |
| Cathédrale du Souvenir africain, Boulevard de la République                                                                      | Dakar / Pikine          | Dakar         | 14° 39′ 56″ N, 17° 26′ 15″ O | | 2006DAKARPIKINE98  |        |
| Ministère de l'Économie et des Finances                                                                                          | Dakar / Pikine          | Dakar         | 14° 39′ 58″ N, 17° 26′ 20″ O | Place Washington x Avenue Carde x Rue René Ndiaye et Boulevard de la République.                            | 2006DAKARPIKINE99  |        |
| Théâtre national Daniel-Sorano                                                                                                   | Dakar / Pikine          | Dakar         | 14° 40′ 00″ N, 17° 26′ 25″ O | Boulevard de la République                                                                                  | 2006DAKARPIKINE100 |        |
| Hôtel des Députés | Dakar / Pikine          | Dakar         |                              | Boulevard de la République                                                                                  | 2006DAKARPIKINE101 |        |
| Musée de l’Armée | Dakar / Pikine          | Dakar         | 14° 40′ 02″ N, 17° 26′ 31″ O | Boulevard de la République                                                                                  | 2006DAKARPIKINE102 |        |
| Tribunal régional | Dakar / Pikine          | Dakar         |                              | Bloc des Madeleines, Avenue Peytavin x Boulevard de la République.                                          | 2006DAKARPIKINE103 |        |
| Villa n° 71, Boulevard de la République                                                                                          | Dakar / Pikine          | Dakar         |                              | | 2006DAKARPIKINE104 |        |
| Villa n° 73, Boulevard de la République                                                                                          | Dakar / Pikine          | Dakar         |                              | | 2006DAKARPIKINE105 |        |
| Villa n° 77, Boulevard de la République                                                                                          | Dakar / Pikine          | Dakar         |                              | | 2006DAKARPIKINE106 |        |
| Ministère de la Communication | Dakar / Pikine          | Dakar         |                              | Boulevard de la République x Avenue Jean-Jaurès.                                                            | 2006DAKARPIKINE107 |        |
| Cour de Cassation | Dakar / Pikine          | Dakar         | 14° 40′ 38″ N, 17° 27′ 50″ O | Boulevard Martin Luther King                                                                                | 2006DAKARPIKINE108 |        |
| Cimetière musulman | Dakar / Pikine          | Dakar         | 14° 40′ 28″ N, 17° 27′ 19″ O | Corniche Ouest                                                                                              | 2006DAKARPIKINE109 |        |
| Cimetière catholique de Bel Air                                                                                                  | Dakar / Pikine          | Dakar         | 14° 41′ 57″ N, 17° 25′ 29″ O | | 2006DAKARPIKINE110 |        |
| Ex- Camp Lat Dior et logements, Avenue André Peytavin                                                                            | Dakar / Pikine          | Dakar         |                              | | 2006DAKARPIKINE111 |        |
| Marché Sandaga | Dakar / Pikine          | Dakar         | 14° 40′ 11″ N, 17° 26′ 15″ O | Intersection de l'Avenue du Président Lamine Guèye et de la Rue Émile Badiane.                              | 2006DAKARPIKINE112 |        |
| Mosquée des Khadres | Dakar / Pikine          | Dakar         | 14° 40′ 02″ N, 17° 26′ 13″ O | | 2006DAKARPIKINE113 |        |
| Building Maginot | Dakar / Pikine          | Dakar         | 14° 39′ 58″ N, 17° 26′ 12″ O | Avenues du Président Lamine Guèye, Jules-Ferry et Victor-Hugo.                                              | 2006DAKARPIKINE114 |        |
| Villa n° 165, Avenue du Président Lamine Guèye                                                                                   | Dakar / Pikine          | Dakar         |                              | | 2006DAKARPIKINE115 |        |
| Office national des Anciens Combattants                                                                                          | Dakar / Pikine          | Dakar         |                              | Intersection Avenue du Président Lamine Guèye et Rue Félix-Faure.                                           | 2006DAKARPIKINE116 |        |
| Hôtel Saint-Louis SUN | Dakar / Pikine          | Dakar         | 14° 40′ 01″ N, 17° 26′ 12″ O | Rue Félix Faure x Avenue du Président Lamine Guèye.                                                         | 2006DAKARPIKINE117 |        |
| Grande Mosquée du Plateau | Dakar / Pikine          | Dakar         | 14° 40′ 04″ N, 17° 26′ 06″ O | Intersection Rues Moussé Diop, Carnot et Félix-Faure.                                                       | 2006DAKARPIKINE118 |        |
| Temple Protestant | Dakar / Pikine          | Dakar         |                              | Rue Carnot                                                                                                  | 2006DAKARPIKINE119 |        |
| Centre culturel français Léopold Sédar Senghor                                                                                   | Dakar / Pikine          | Dakar         | 14° 40′ 05″ N, 17° 26′ 08″ O | 89, Rue Joseph Gomis                                                                                        | 2006DAKARPIKINE120 |        |
| Bâtiment du Service régional d’Hygiène                                                                                           | Dakar / Pikine          | Dakar         | 14° 40′ 21″ N, 17° 26′ 28″ O | Avenue Blaise Diagne                                                                                        | 2006DAKARPIKINE121 |        |
| Groupe scolaire de Médina | Dakar / Pikine          | Dakar         |                              | Avenue Blaise-Diagne                                                                                        | 2006DAKARPIKINE122 |        |
| Maison de la Culture Douta-Seck                                                                                                  | Dakar / Pikine          | Dakar         | 14° 40′ 56″ N, 17° 27′ 06″ O | Avenue Blaise Diagne                                                                                        | 2006DAKARPIKINE123 |        |
| Institut d’Hygiène social (Polyclinique)                                                                                         | Dakar / Pikine          | Dakar         |                              | Intersection de l'Avenue Blaise Diagne et de l'Avenue El Hadji Malick Sy.                                   | 2006DAKARPIKINE124 |        |
| Institut Fondamental d'Afrique Noire Cheikh Anta Diop                                                                            | Dakar / Pikine          | Dakar         |                              | Université Cheikh-Anta-Diop                                                                                 | 2007DAKARPIKINE02  |        |
| Ensemble Grande Mosquée de Dakar et Institut islamique de Dakar                                                                  | Dakar / Pikine          | Dakar         | 14° 40′ 42″ N, 17° 26′ 32″ O | Allée Pape Gueye Fall et Avenue El Hadji Malick Sy                                                          | 2006DAKARPIKINE125 |        |
| École El Hadji Malick Sy | Dakar / Pikine          | Dakar         | 14° 40′ 47″ N, 17° 26′ 33″ O | Intersection de l'Avenue El Hadj Malick Sy et des Allées Papa Guèye Fall.                                   | 2006DAKARPIKINE126 |        |
| Place de la Nation et Monument de l’Indépendance (obélisque)                                                                     | Dakar / Pikine          | Dakar         | 14° 41′ 39″ N, 17° 26′ 54″ O | Allées du Centenaire prolongées.                                                                            | 2006DAKARPIKINE127 |        |
| Pavillon A, Campus universitaire                                                                                                 | Dakar / Pikine          | Dakar         |                              | Avenue Chekh Anta Diop                                                                                      | 2007DAKARPIKINE03  |        |
| Pënc de Santhiaba | Dakar / Pikine          | Dakar         | 14° 40′ 58″ N, 17° 26′ 50″ O | Intersection des rues 22 et 17, Médina.                                                                     | 2006DAKARPIKINE128 |        |
| Mosquée de Thieurigne | Dakar / Pikine          | Dakar         |                              | Intersections des rues 24-26 et 15-17, Médina.                                                              | 2006DAKARPIKINE129 |        |
| Hôpital Abass Ndao | Dakar / Pikine          | Dakar         | 14° 41′ 06″ N, 17° 27′ 19″ O | Avenue Cheikh Anta Diop                                                                                     | 2006DAKARPIKINE130 |        |
| Ancienne Tour de contrôle de l’Aéropostale                                                                                       | Dakar / Pikine          | Dakar         | 14° 40′ 17″ N, 17° 25′ 18″ O | Quartier Mermoz                                                                                             | 2006DAKARPIKINE131 |        |
| Hangars de l’Aéropostale | Dakar / Pikine          | Dakar         | 14° 42′ 24″ N, 17° 28′ 39″ O | Au Garage dépôt des Bus « Dem Dik », Route de Ouakam.                                                       | 2006DAKARPIKINE132 |        |
| Stèle dédiée à Jean Mermoz | Dakar / Pikine          | Dakar         | 14° 42′ 12″ N, 17° 28′ 29″ O | Intersection Avenue Cheikh Anta Diop et Route Pyrotechnique.                                                | 2006DAKARPIKINE133 |        |
| Bâtiment Hann Maristes | Dakar / Pikine          | Dakar         | 14° 43′ 47″ N, 17° 26′ 09″ O | Bâtiment de l'OCLALAV                                                                                       | 2006DAKARPIKINE134 |        |
| Cimetière militaire de Thiaroye                                                                                                  | Dakar / Pikine          | Thiaroye      | 14° 44′ 45″ N, 17° 22′ 26″ O | En lien avec le massacre de Thiaroye.                                                                       | 2006DAKARPIKINE135 |        |
| « Vieux Rufisque » | Département de Rufisque |               | 14° 42′ 52″ N, 17° 16′ 17″ O | Centre historique compris entre le Canal Est, le Canal Ouest, la ligne de chemin de fer et le front de mer. | 2006RUFISQUE01     |        |
| Imprimerie nationale | Département de Rufisque |               | 14° 43′ 10″ N, 17° 16′ 48″ O | | 2006RUFISQUE02     |        |
| ex-École normale William-Ponty                                                                                                   | Département de Rufisque | Sébikotane    | 14° 44′ 38″ N, 17° 10′ 24″ O | | 2006RUFISQUE03     |        |
| Dunes ogoliennes de Kounoune | Département de Rufisque |               |                              | Site néolithique                                                                                            | 2006RUFISQUE04     |        |
| Lac Rose | Département de Rufisque |               | 14° 50′ 19″ N, 17° 13′ 50″ O | | 2006RUFISQUE05     |        |